# Konjugat protitelo-zdravilo
Konjugat protitelo-zdravilo ali konjugat protitelesa in zdravila (angl. Antibody-drug conjugate, ADC) je zdravilo, ki vsebuje monoklonsko protitelo, na katero je preko veznika vezana druga učinkovina (citostatik), ki se uporablja za uničenje tarčne (rakave) celice. Gre za vrsto imunokonjugata (monoklonsko protitelo, vezano na drugo učinkovino, ki je lahko tudi toksin, radionuklid ...) – imunokonjugat je širši pojem, ki se pa v ožjem pomenu uporablja tudi kot sopomenka za konjugat protitelesa in zdravila.
Zasnova konjugatov protiteles in zdravil omogoča ciljno uničenje rakave celice, saj se monoklonsko protitelo veže na določene beljakovine ali receptorje na rakavih celicah – na protitelo vezano citostatično zdravilo vstopi v te celice in povzroči njihovo smrt, ne da bi škodovalo drugim celicam.
Gre za novejši pristop k protirakavemu zdravljenju. Prvo odobreno zdravilo iz te skupine je bil gemtuzumab ozogamicin, danes pa je na trgu že več odobrenih zdravil, številne so pa v razvoju.

## Zgradba
Konjugat protitelesa in zdravila sestoji iz treh delov:
- protitelo – se z visoko specifičnostjo veže na tarčni antigen na rakavi celici;
- veznik oziroma povezovalec – kovalentna vez, ki zagotovi trdno vezavo med protitelesom in protirakavo učinkovino ter prepreči sprostitev protirakave učinkovine med potovanjem konjugata do tarčne celice, po vezavi protitelesa na tarčni antigen pa se ta učinkovina sprosti in omogoči ciljano uničenje rakave celice;
- protirakava učinkovina (»citotoksični tovor«) – uniči rakavo celico.